# Oonops gavarrensis
Oonops gavarrensis és una espècie d'aranyes araneomorfes de la família dels oonòpids (Oonopidae). Fou descrita per primera vegada l'any 2017 per J. Bosselaers.
Aquesta espècie és endèmica de Catalunya. Es troba al Baix Empordà entre 295 i 466 m d'altitud al Massís de les Gavarres. El seu nom d'espècie, compost de gavarr[es] i del sufix llatí -ensis, «que viu a, que viu», li ha estat donat en referència al lloc de seu descobriment.

## Descripció
El mascle holotip fa 1,97 mm i la femella paratip 2,08 mm. Els mascles trobats mesuren de 1,74 a 1,97 mm i les femelles, de 2,06 a 2,31 mm. La nova espècie està relacionada amb Oonops procerus (Simon, 1882). Fou trobada a les escombraries i sota les pedres.